# Freibad Allenmoos

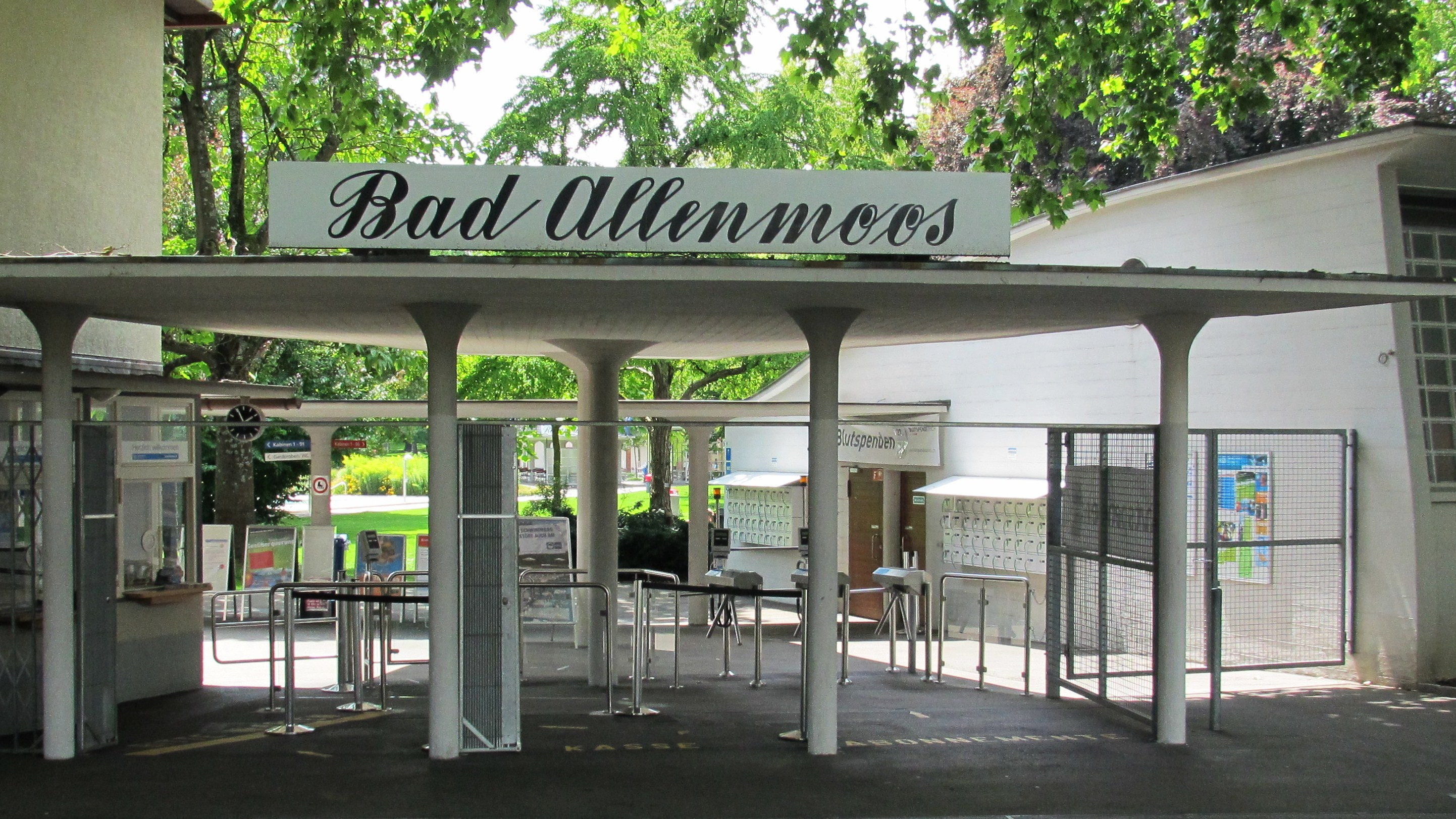
Eingang des Freibads

Das Freibad Allenmoos ist ein öffentliches Freibad der Stadt Zürich. Es liegt im Quartier Unterstrass an der Grenze zu Oerlikon nahe dem Bahneinschnitt der Strecken von Zürich-Oerlikon zum Zürcher Hauptbahnhof.

## Geschichte

Luftaufnahme von 1953

Das Freibad ist eines der ältesten Freibäder der Stadt. Das Bad wurde in den Jahren 1938 und 1939 als Volksbad angelegt, das für die Bevölkerung von Oerlikon einen Ersatz für den fehlenden Zürichsee sein sollte. Die Umkleidekabinen sind am Rand des grossen Parks angelegt, in dem sich ein Schwimmbecken mit den Abmessungen 50 × 20 Meter und ein Nichtschwimmerbecken mit den Massen 52 × 25 Meter befinden.
In den Jahren von 1997 bis 1999 wurde das Bad für 14 Millionen Schweizer Franken erneuert, wobei versucht wurde, den ursprünglichen Charakter der Anlage zu erhalten.

## Architektur

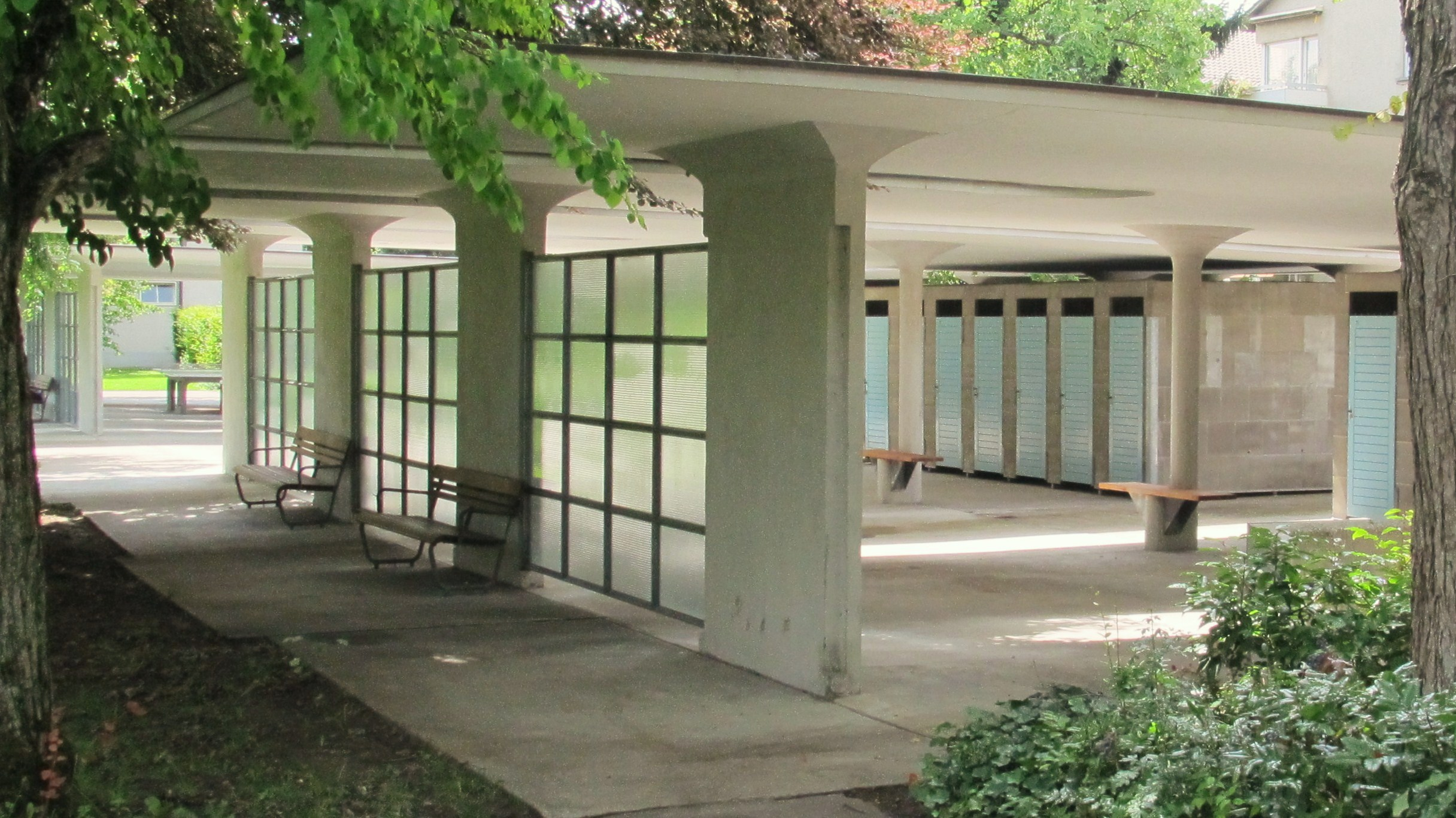
Umkleide

Architekten waren Max Ernst Haefeli und Werner Max Moser. Das Projekt ging als Sieger eines Architektenwettbewerbes hervor, in dessen Jury der Stadtbaumeister Hermann Herter sass. Verantwortlich für die gelungene Renovierung und Erweiterung zeichnete der Architekt und Professor der TU München Ueli Zbinden mit dem renommierten Landschaftsarchitekt Günther Vogt. Fotografisch wurde die Erneuerung von Architekturfotografen Heinrich Helfenstein dokumentiert.